# Drohiczówka
Drohiczówka (ukr. Дорогичівка, Dorohycziwka) – wieś w rejonie czortkowskim obwodu tarnopolskiego, założona w 1544 r. W II Rzeczypospolitej miejscowość była siedzibą gminy wiejskiej Drohiczówka w powiecie zaleszczyckim województwa tarnopolskiego. Wieś liczy 880 mieszkańców.